# コーキン化学
コーキン化学株式会社は大阪府東大阪市に本社を置く、飼料添加物・動物用医薬品メーカーである。

## 歴史
創業者の田丸外五郎は1889年（明治22年）9月9日、旧前田藩主田丸信隆の第5子として、石川県金沢市長土塀町に生まれた。1901年、12歳で藤澤友吉商店に入店。48年にわたり社業に尽くす。当時の道修町の製薬会社には役員の定年制はなく、適切な世代交代が行われないことを憂慮した田丸は役員定年制を提唱。自らがその第1号として、専務取締役を退いた。その後、田丸はペニシリンの製造を行っていた三洋化学に入社。常務取締役として抗生物質の製造・販売に携わる中で、アメリカでは抗生物質を飼料に添加することにより、家畜や家禽の飼育効率の改善が研究されていることを知る。1951年に三洋化学を退社。遠戚で、藤沢の関連会社の太平化学産業の社長であった奥村季男の協力を得て、道修町の藤沢本社の構内にあった太平化学産業の本社事務所内にコーキン化学研究所を創設。1952年11月12日に法人化し、株式会社コーキン化学研究所を設立した。社名の「コーキン」には、抗菌性物質と、禽獣育成産業を興隆させる「興禽」の意味を持たせた。長年、人体用医薬品業界にいた田丸が、自身にとって未知の領域である飼料・動物薬の道に進んだのは、藤沢に対する恩に背くことのないようにという思いがあった。
第1号の製品となる「コーキン素」はペニシリンと、アメリカのペニック社から輸入したバシトラシンの合剤の養鶏・養豚家向けで、太平化学産業石切工場に製造委託し1952年に発売開始した。当初は不二商事を総代理店としていたが、思うように売上が伸びず、両者合意のもと直販方式に切り替えた。その頃の養鶏家は魚のアラを餌として与えており、過酸化脂質による肝臓障害で産卵率低下や、鶏が死ぬ事例が多発していた。アラを煮沸する際に炭酸カルシウムを加えると有害な酸化物を中和できることを見出し、1954年に「コーキンカルシウム」の商品名で販売開始。コーキン素とともに主力商品となった。昭和30年代になると飼料の需要が自家製造から配合飼料に移っていく。1956年に養豚・養鶏・乳牛用の一般農場向け総合ミネラル剤「ミネラグリン」を発売。次いで、配合飼料メーカー向けに成分を濃厚にした「MGS」を発売開始した。1957年からは酵素剤の研究を開始し、「B.M.E強化フィード」を発売した。
1959年1月、本社を道修町から平野町に移転。同年5月には枚岡市石切に枚岡工場を新設。1960年10月には東京支社を開設した。1959年にオランダのフィリップス・デュファーと業務提携を締結。同社はフィリップスが紫外線ランプを使ったビタミンDの工業的合成に成功したことから設立された企業で、のちにビタミンAの合成にも成功している。研究の過程で「ビタミンA異性体の生物効力の差異」の文献を見つけ出した。デュファー社との取引は同社がビタミンAの製造を中止する1971年まで続き、合成ビタミンの配合飼料への応用に寄与した。1962年、株式会社コーキン化学研究所をコーキン化学株式会社に商号変更し、大阪工場の試験・製造部門を分社化して設立した新会社が株式会社コーキン化学研究所の社名を引き継いだ。1962年頃から研究を進めていた、卵黄や鶏肉の色に寄与するキサントフィルにおいて、原料中のカロテノイドの酸化防止が重要であることが分かってきた。飼料用抗酸化剤としてエトキシキンが広く使われているというアメリカの文献の知見から同物質の製剤化を研究し、1965年より販売を開始した。1971年に田丸外五郎が会長職に退き、四男の平四郎が社長に就任。1973年には、コーキン化学がコーキン化学研究所を吸収合併し製販統合を実施した。1975年2月に大阪工場隣接地に新工場を建設し生産能力を増強。1978年には富田林市にミネラルプレミックス専用の南大阪工場を新設した。エトキシキンは添加量に厳しい制限が設けられており、他の製品へのコンタミネーションを避けるため、1981年に原体納入元の工場に近い千葉県芝山町に同剤専用の成田工場を開設したが、飼料の流通改善により生産から消費までの期間が短くなり、沿岸漁業の不漁で魚油や魚粉の生産が減少したことからエトキシキンの需要も減少したため委託生産に切り替え、1999年に閉鎖している。
1980年頃より、養殖漁業向けの需要の大きい九州への新工場建設の検討を始め、1981年に宮崎県との県境に近い鹿児島県曽於郡末吉町（現 曽於市）に用地を取得し、1984年4月に九州飼料添加物工場の操業を開始した。折しも1985年に、これまでの鹿児島市谷山港の飼料基地では需要をカバーしきれず、志布志港に近代的な飼料基地が建設され、谷山と志布志の中間に位置する新工場は立地の優位性を持つこととなった。九州工場完成のめどが立った1983年には南大阪工場を閉鎖している。1985年には九州工場隣接地を取得し、1987年4月に動物用医薬品工場を着工、同11月に完成した。日本の動物用医薬品専業メーカーとしては初めてGMP基準を満たした工場となった。
1990年10月からの第39期では魚価の低迷による水産用医薬品の売上減少、次ぐ第40期には畜産物の需要低迷、牛肉の輸入自由化に加え、競合激化による価格競争を受け初の赤字となった。経費抑制のため、1987年5月に石切から道修町の賃貸ビルに移転した本社を、1993年2月に再び石切に戻した。2018年には三重県津市に三重工場を新設し、大阪工場を閉鎖した。

## 製品
ビタミン、ミネラル、抗酸化剤をはじめとする飼料添加物、抗生物質（アンピシリン、エリスロマイシン、オキシテトラサイクリン等）などの動物用医薬品を製造する。卵黄着色剤「カラーアップ」はパプリカ色素を主成分とし、鶏の配合飼料に添加する製品である。1962年頃、アメリカにおける不作で飼料用トウモロコシが白色の粒のみになり、卵黄の色が薄くなったことから配合飼料メーカーからの製品化の要請を受け開発を開始した。研究にはおよそ30年を要し、発売に至ったのは1991年5月のことであった。
消費者の志向に対応し、植物抽出物や精油など天然物を主原料とする製品にも注力している。